# Hrabstwo Montgomery (Kansas)

Piramida wieku hrabstwa

Hrabstwo Montgomery – hrabstwo położone w USA w stanie Kansas z siedzibą w mieście Independence. Założone 26 lutego 1867 roku. Nazwa Hrabstwa pochodzi od Richarda Montgomery`ego.

## Miasta
- Coffeyville
- Independence
- Cherryvale
- Caney
- Dearing
- Elk City
- Tyro
- Liberty
- Havana

## Sąsiednie Hrabstwa
- Hrabstwo Wilson
- Hrabstwo Neosho
- Hrabstwo Labette
- Hrabstwo Nowata, Oklahoma
- Hrabstwo Washington, Oklahoma
- Hrabstwo Chautauqua
- Hrabstwo Elk

## Lotniska
- Coffeyville Municipal Airport
- Independence Municipal Airport

## Autostrady
- U.S. Route 75
- U.S. Route 160
- U.S. Route 166
- U.S. Route 169
- U.S. Route 400

## Parki
- Elk City State Park
- Montgomery County State Park

## Woda
- Jezioro Elk City
- Rzeka Elk
- Jezioro Havana
- Jezioro Liberty
- Jezioro State
- Rzeka Verdigris